# Vereațea, Vînohradiv
Vereațea (în ucraineană Веряця) este localitatea de reședință a comunei Vereațea din raionul Vînohradiv, regiunea Transcarpatia, Ucraina.

## Demografie
Componența lingvistică a localității Vereațea
     Ucraineană (98,28%)
     Alte limbi (1,68%)
Conform recensământului din 2001, majoritatea populației localității Vereațea era vorbitoare de ucraineană (98,28%), existând în minoritate și vorbitori de alte limbi.